# Ciboire
Le ciboire (du latin ciborium, lui-même du grec κιβώριον / kibṓrion, qui signifie « coupe ») est un vase sacré, utilisé dans plusieurs liturgies chrétiennes. 
En général fermé d'un couvercle surmonté d'une croix, il est destiné à contenir les hosties consacrées par le prêtre durant la cérémonie eucharistique, soit pour les distribuer aux fidèles au moment de la communion, soit pour les conserver dans le tabernacle ou l'armoire liturgique (en).
Lorsqu'il contient des hosties consacrées, le ciboire doit être revêtu du voile (de), étoffe circulaire de tissu blanc ou doré.

## Définition
Civorium ou ciborium : Ca 1160 archit. civoire « toiture voûtée, voûte », ancien cimetière (place du Civoire, Brive-la-Gaillarde) « enseveli dans le civoire » Verneuil-sur Vienne arch. dép. Haute-Vienne 5 Mi 201/16 années 1700-1710  dans le Niermayer (J.F.), Mediae Latinitatis Lexicon Minus, Leiden, 1993.

## Confusion
Le ciboire ne doit pas être confondu avec le calice, ni avec la pyxide.

## Québec
Au Québec, le mot ciboire est un sacre commun.

## Galerie

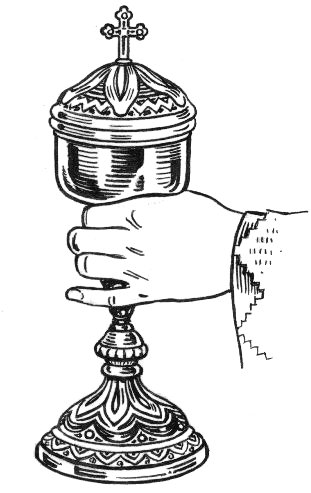
Dessin d'un ciboire.
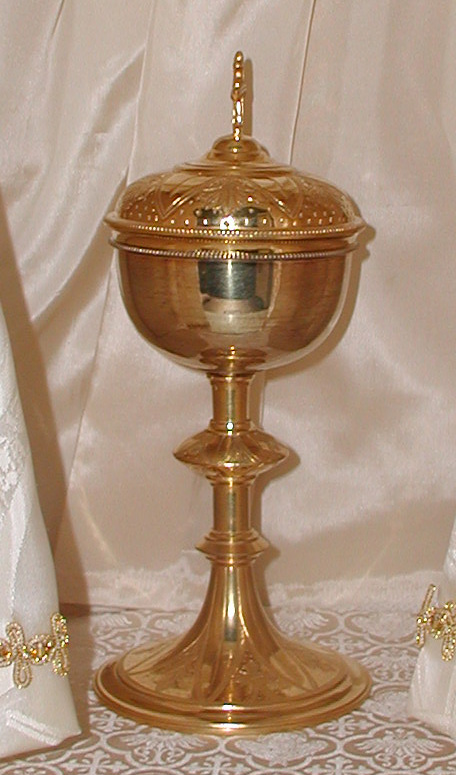
Un ciboire.
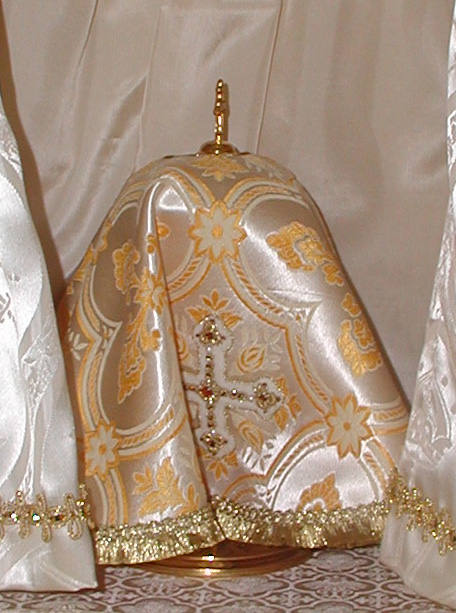
Un autre ciboire recouvert de son voile.